# 경남꿈키움중학교
경남꿈키움중학교는 경상남도 진주시 이반성면에 있는 중학교 과정의 각종학교이다.

## 연혁
- 2014년 3월 1일 : 폐교한 옛 진산초등학교 자리에 개교